# France Culture
France Culture è una radio dedicata alla cultura, parte del servizio pubblico radiotelevisivo francese creato nel 1946 sotto il nome di Chaîne Nationale (Rete nazionale) a partire dalla rete a onde medie e media potenza ricostruita dopo la Liberazione della Francia.
Dal 2020 il direttore è Jean Beghin.
Divenuta France III nel 1958 e dopo RTF Promotion, ha assunto l'attuale denominazione l'8 dicembre 1963 e successivamente è stata integrata al gruppo Radio France il 6 gennaio 1975.
È una radio unica, dedicata alla cultura e al sapere e alla promozione della riflessione. Produce numerose trasmissioni che si sono sviluppate in una vera e propria forma di arte radiofonica. Nel 1973, grazie alla chiusura di Inter-Variétes, ha potuto giovarsi di una rete a onde medi di grande potenza, ma ne è stata privata nel 1980 a vantaggio di Radio Bleue, rete diretta agli anziani. Dopo questa data France Culture è trasmessa unicamente in modulazione di frequenza. L'emittente è comunque ricevibile via satellite alla posizione orbitale del 19,2° est, assieme a tutte le altre radio di Radio France.